# フレップ・ザ・フォックス
フレップ・ザ・フォックス（FREP THE FOX）は、日本のプロ野球球団・北海道日本ハムファイターズのマスコットキャラクター。2016年に日本ハムの新しいマスコットとして初登場。2018年以降はB・Bからメインマスコットの役割を引き継いで活動している。

## 来歴
2016年3月21日、東京ヤクルトスワローズとのオープン戦で初登場、B・B、ポリーポラリスからマスコット“見習い”として紹介され、ファイターズに加入。
2017年11月26日、この日行われたファンフェスティバルでB・Bが球場での活動に一区切りを打ち、翌年から「北海道みらい事業」の「みらい大志」として活動するのに伴い見習いを卒業、翌シーズンからメインマスコットとしての活動が決定。なおこの時、B・Bに手渡されたユニフォームの背番号「179」は2017年時点の北海道の市町村数である。
この他、2021年放送のテレビアニメ『マジカパーティ』第33話に、ブリスキー・ザ・ベアーやポリーポラリス、カビー・ザ・ベアーらパ・リーグマスコットらと共にゲスト出演。ファン代表の1人としてアニメデビューを果たしている。

## 特徴
おでこの七芒星、しっぽ、B・Bゆずりのモヒカンヘアーが特徴で特にしっぽはポリーをはじめ、トラッキー、レオ、ライナなどの他球団のマスコットからもいじられている。